# Search for Common Ground
Search for Common Ground (SFCG) est une OSBL qui exploite des bureaux dans 36 pays et dont la mission est « transformer la façon dont le monde traitent les conflits en s'éloignant des approches de confrontation et en s'approchant de solutions coopératives »,. Ses bureaux-chefs se trouvent à Washington, D.C. et à Bruxelles. La majorité de ses quelque 600 salariés se trouve un peu partout dans le monde : Afrique, Asie, Europe, Moyen-Orient et États-Unis. 
John Marks, fondateur et ancien président de l'organisme, a reçu une distinction en 2006 de la Skoll Foundation (en) dans la catégorie entrepreneuriat social. En 2008, SFCG a reçu la distinction Benjamin Franklin Award for Public Diplomacy (en) du département d'État des États-Unis.

### Citations originales
1. ↑  (en) « to transform the way the world deals with conflict away from adversarial approaches toward cooperative solutions »